# Celeriblattina minor
Celeriblattina minor är en kackerlacksart som beskrevs av Johns 1966. Celeriblattina minor ingår i släktet Celeriblattina och familjen småkackerlackor. Inga underarter finns listade i Catalogue of Life.